# Talento (unidade de medida)

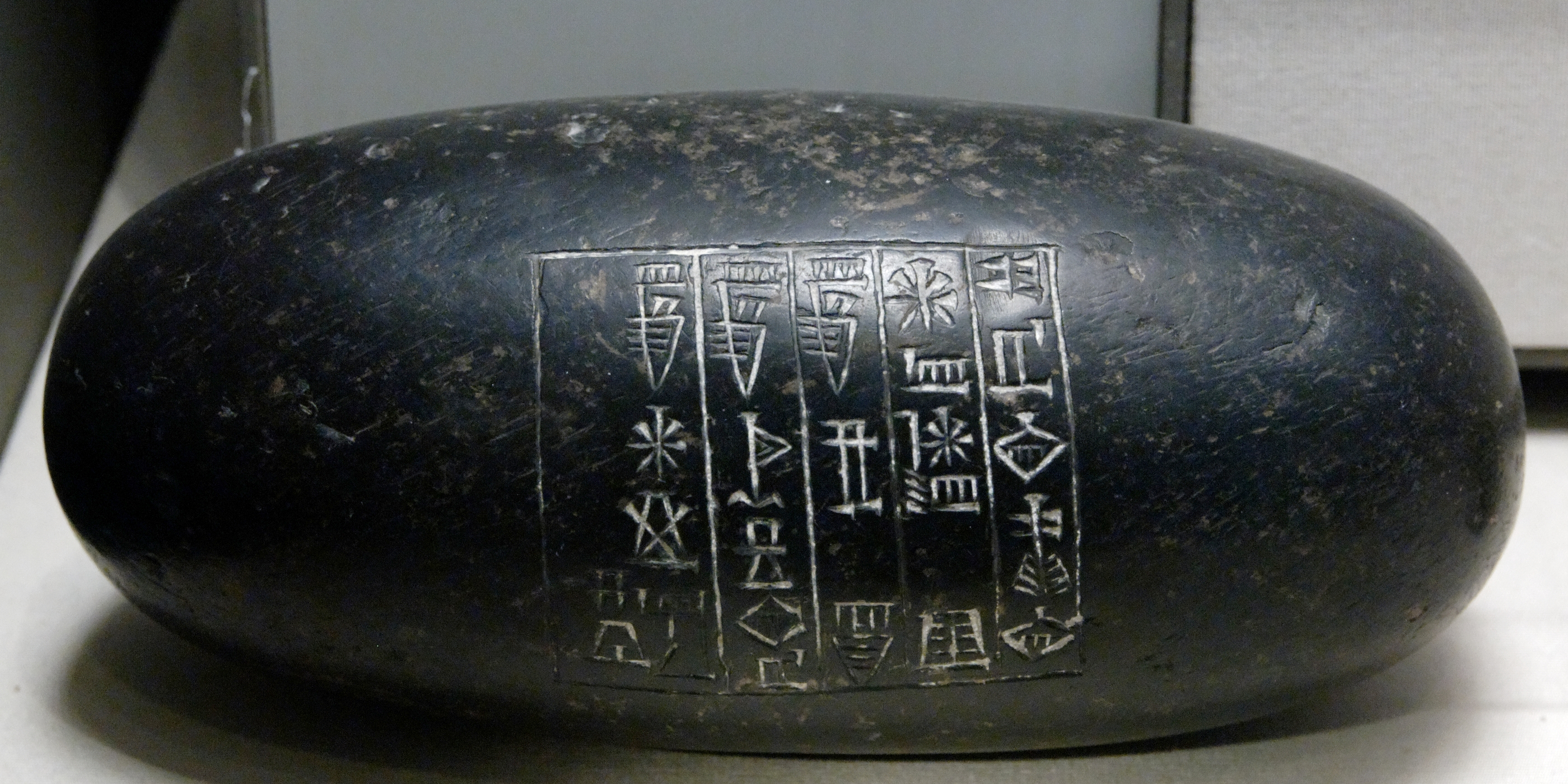
Tabuleta suméria com glifos de medição

Talento (do latim: talentum, do grego antigo: τάλαντον, talanton, significando "escala", "balança") era uma unidade da antiga Mesopotâmia para grandes quantidades de massa, sendo criada na Suméria, e consolidada por volta do Século XXIII a.C. Foi usado em toda a Antiguidade com poucas variações de peso: Grécia, Roma, Egito, Israel, Babilônia, Suméria e Acádia. O talento já era usado na Mesopotâmia e em Israel, mas foi a partir da introdução do talento na Grécia Antiga e posterior adaptação para o sistema romano, é que essa unidade se disseminou para o mundo mediterrâneo.
Um talento grego, também chamado ático, pesava 20,04kg (57 lb); um talento romano pesava 32,3 kg (71 lb); o egípcio 27 kg (60 lb). Na Babilônia eram usados dois tipos de talentos: um chamado "leve", com 30,3 kg (67 lb), e o outro chamado "pesado", com 60,6 kg (134 lb). Israel Antiga, e outros países levantinos, de início adotaram o talento babilônico, mas posteriormente revisaram a massa. O talento usado nos tempos do Novo Testamento pesava 58,9 kg (130 lb). Os hebreus chamavam o talento de kikkar.
As civilizações mesopotâmicas (babilônios, sumérios e acadianos), hebreus e egípcios, dividiam o talento em 60 minas, cada mina subdividia-se em 60 siclos. Um talento tinha então 3600 siclos. Os gregos também usavam a razão de 60 minas para um talento. Sendo que uma mina equivalia a 100 dracmas (um dracma tinha de 4 a 6 gramas). Uma mina grega tinha de 431 à 437 gramas.
Como era uma unidade de massa, confundia seu significado com moedas, pois era usado para designar grandes quantidades de ouro ou prata.
Para se ter uma ideia da riqueza dos aristocratas romanos, pode-se citar os exemplos dos dotes atribuídos a uma mulher à altura do seu casamento, que variavam entre 50 a 300 talentos, normalmente de ouro. Júlia Cesaris, a filha de Júlio César, foi dotada com 100 talentos de ouro no seu casamento com Pompeu. Esta quantidade corresponde a cerca de 3,6 toneladas de ouro.